# Сезон ФК «Карпати» (Львів) 2009—2010
| «Карпати» (Львів) у сезоні 2009/10 | «Карпати» (Львів) у сезоні 2009/10 |
| ---------------------------------- | ---------------------------------- |
| Ліга                               | Прем'єр-ліга                       |
| Місце в лізі                       | 5                                  |
| Раунд у Кубку                      | 1/8                                |
| Головний тренер                    | Олег Кононов                       |
| Президент                          | Петро Димінський                   |
| Стадіон                            | «Україна», Львів                   |
| Капітан                            | Андрій Тлумак                      |
| Найбільше матчів у лізі            | Ігор Худоб'як — 30                 |
| Найкращий бомбардир у лізі         | Вільям Роша Батіста — 8            |

Сезон «Карпат» (Львів) 2009—2010 — 19-ий сезон футбольного клубу «Карпати» (Львів) у футбольних змаганнях України. У чемпіонаті команда посіла 5-е місце, завоювавши право грати в Лізі Європи. Це стало четвертим виходом до єврокубків за всю історію команди. У Кубку України клуб дійшов до 1/8 фіналу. Молодіжна команда «Карпат» виграла першість України серед молодіжних складів.

## Підготовка до сезону
Остання гра попереднього сезону відбулася 26 травня 2009 року. Після цього футболісти отримали двотижневу відпустку. За підсумками чемпіонату 2008/09 команда посіла 9-те місце, що на одну позицію краще, ніж у сезоні 2007/08.
«Карпати» (Львів) розпочали підготовку до сезону 2009/10 9 червня 2009 року, коли гравці повернулися з відпустки і провели на базі клубу у Брюховичах перше тренування.
15 червня команда провела товариську гру у прикордонному містечку Томашув-Любельський (Польща). Місцева «Томашовія» і «Спартакус» (Шароволя), які обидві представляють третю польську лігу (відповідник другої української ліги) зіграли кожна по тайму проти «Карпат».
17 червня команда вирушила на 2-тижневий збір до Угорщини. Там команда мала провести 3 товариські поєдинки. Перший, проти варшавської «Полонії» не відбувся через поганий стан газону, спричинений зливою. Натомість, карпатівці провели двосторонню зустріч «Основа» проти «Дубля» (перемогла номінальна «Основа» 5:1). Угорський «Халадаш» (Сомбатхей) було розгромлено 4:1, а найсерйознішим випробуванням став останній матч угорських зборів проти команди російської Прем'єр-ліги ФК «Ростов» — нічия 2:2.
2 липня «Карпати» повернулися до Львова. 6 липня у Тернополі проведено товариську гру з місцевою «Нивою» (перемога «Карпат» 3:1), а підсумковим поєдинком стала контрольна гра у Львові 11 липня, за тиждень до початку першості України, проти «Волині» Луцьк (0:0, гру не завершено — «Волинь» покинула поле через упереджене суддівство).
Товариські матчі:
| Дата           | Місце                                  | Господар                                               | Рахунок | Гість           | Голи                                                            | Протокол |
| -------------- | -------------------------------------- | ------------------------------------------------------ | ------- | --------------- | --------------------------------------------------------------- | -------- |
| 15 червня 2009 | Томашув-Любельський (Польща)           | Томашовія (Томашув-Любельський) / Спартакус (Шароволя) | 1:2     | Карпати (Львів) | Дева 49 — Кузнецов 42, Зеньов 90                                |          |
| 20 червня 2009 | Угорщина                               | Карпати (основа)                                       | 5:1     | Карпати (дубль) | Кузнецов (2), Зеньов, Кожанов, Ощипко — Бідловський (пен)       |          |
| 24 червня 2009 | Угорщина                               | Халадаш (Сомбатхей)                                    | 1:4     | Карпати         | Кенешей 13 (пен) — Ощипко 33, Кузнецов 45, Зеньов 67, Ткачук 72 |          |
| 29 червня 2009 | Шварценбах (Австрія)                   | Ростов                                                 | 2:2     | Карпати         | Гацкан 32, Осінов 35 — Кузнецов 28, Кожанов 50                  |          |
| 6 липня 2009   | Центральний міський стадіон, Тернопіль | Нива (Тернопіль)                                       | 1:3     | Карпати         | Малий 35 — Гурулі 17, 32, Бідловський 90+3                      |          |
| 11 липня 2009  | «Україна», Львів                       | Карпати                                                | 0:0     | Волинь (Луцьк)  |                                                                 |          |

## Трансфери

### Пішли
| Гравець            | Поз. | Країна  | Куди                   | Років | Млн. $       |
| ------------------ | ---- | ------- | ---------------------- | ----- | ------------ |
| Василь Кобін       | ЗХ   | Україна | Шахтар (Донецьк)       |       |              |
| Всеволод Романенко | ВР   | Україна | Іллічівець (Маріуполь) |       | вільн. агент |
| Сергій Пшеничних   | ЗХ   | Україна | Металіст (Харків)      |       | вільн. агент |

### Прийшли
| Гравець             | Поз. | Країна             | Звідки             | Років | Млн. $              |
| ------------------- | ---- | ------------------ | ------------------ | ----- | ------------------- |
| Вільям Роша Батіста | НП   | Бразилія           | Баки               | 1+2   | вільн. агент        |
| Самсон Годвін       | ПЗ   | Нігерія            | Шахтар (Караганда) |       | повернення з оренди |
| Младен Кашчелан     | ПЗ   | Чорногорія         | Полонія (Варшава)  | 3     |                     |
| Юрій Мартищук       | ВР   | Україна            | Карпати-2 (Львів)  | 1+2   |                     |
| Владе Лазаревскі    | ЗХ   | Північна Македонія | ЛКС (Лодзь)        | 2     |                     |
| Андрій Тлумак       | ВР   | Україна            | Зоря (Луганськ)    | 3     |                     |
| Артем Федецький     | ЗХ   | Україна            | Шахтар (Донецьк)   | 2     | оренда              |

Також головну команду поповнили молоді вихованці клубу з «Карпат-2»: воротар Іван Піцан і захисник Володимир Підвірний.
Серед гравців, які були на угорських зборах з «Карпатами», але не підійшли клубу: Максим Лісовий (півзахисник, «Волинь» Луцьк).
У серпні на оглядинах у клубі перебували болівійці Міґель Ойос (захисник, «Болівар», Болівія) і Діді Торрікіо Камачо (півзахисник, «Вільстерманн», Болівія).

## Сезон

### Перша половина
15 липня на стадіоні «Україна» відбулася зустріч із вболівальниками. Спортивний директор клубу Степан Юрчишин озвучив завдання на сезон — завоювання путівки в Лігу Європи.
У середині серпня 2009 року клуб святкував 40-річний ювілей здобуття Кубка СРСР 1969 року. Оскільки за право володіти Кубком зараз йде судовий процес між Російським футбольним союом і московським «Спартаком», то керівництво клубу у 2007 році вирішило виготовити точну копію трофею — окремі частини виготовляли ювеліри Львова, Тернополя і Києва, кришталь привезено зі Словаччини. Завдяки цьому створено унікальну й достовірну копію кришталевого кубка.
Усі охочі сфотографуватися з трофеєм змогли зробити це 30 серпня на «Україні» за 2 години перед матчем 6-го туру між «Карпатами» та «Оболонню», який розпочався о 19:00. Перед матчем відбулося вшанування ветеранів-володарів Кубка СРСР 1969 року. Окрім того керівництво клубу ухвалило рішення на цей поєдинок зробити безкоштовний вхід для всіх пенсіонерів.
Розгром із рахунком 5:0 «Оболоні» (Київ) 30 серпня 2009 року був повторенням найбільшої перемоги за час виступів «Карпат» у вищій лізі.
У Кубку України «Карпати» на етапі 1/16 фіналу розгромили на виїзді ФК «Харків» 5:1, а в 1/8 фіналу програли в Донецьку «Металургу» з рахунком 1:2.

### Друга половина

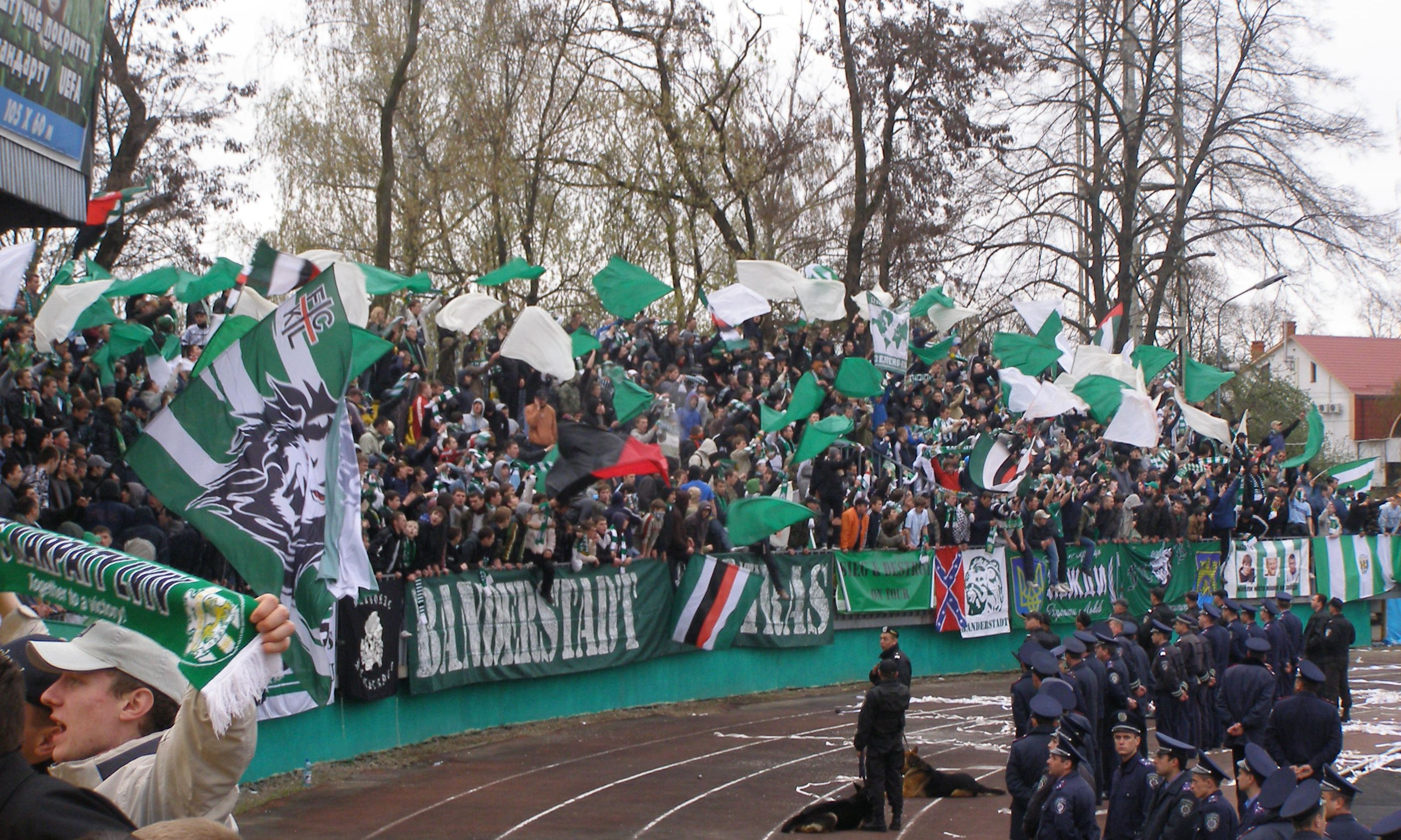
Виїзд до Ужгорода став найчисельнішим у сезоні для львівських фанів — на гру проти «Закарпаття» приїхало близько 600 гостей

У період зимової перерви команду покинув нападник Сергій Кузнецов, який другу половину сезону проведе в оренді в «Аланії».
Навесні команда показала ряд сенсаційних результатів, перемігши вдома «Металіст», «Дніпро» та «Динамо». Зігравши 1 травня на виїзді внічию 1:1 з найближчим переслідувачем, сімферопольською «Таврією», «Карпати» за 2 тури до кінця забезпечили собі щонайменше 5-е місце та право виступити в Лізі Європи наступного сезону.

### Молодіжний склад
Молодіжний склад «Карпат» розпочав першість з 11 перемог поспіль — це стало рекордною переможною серією за всю історію змагань молодіжних (дублюючих) команд у вищій лізі України. Львів'яни протягом сезону очолювали турнірну таблицю та здобули золоті медалі серед молодіжних складів, уперше перервавши гегемонію двох грандів — «Динамо» та «Шахтаря».

## Чемпіонат України
| Тур № | Дата              | Господар                 | Раху- нок | Гість                    | Голи                                                                              | Стадіон, місто                  | Глядачів             | Протокол                            |
| ----- | ----------------- | ------------------------ | --------- | ------------------------ | --------------------------------------------------------------------------------- | ------------------------------- | -------------------- | ----------------------------------- |
| 1     | 18 липня 2009     | Ворскла (Полтава)        | 1:2       | Карпати                  | Милошевич (аг) — Кузнецов, Кожанов                                                | «Ворскла», Полтава              | 6 000 (гостей: 65)   |                                     |
| 2     | 26 липня 2009     | Карпати                  | 2:2       | Металург (Донецьк)       | Федецький, Худоб'як — Годін, Мхітарян                                             | «Україна», Львів                | 6 000 (гостей: 7)    |                                     |
| 3     | 2 серпня 2009     | Металіст (Харків)        | 1:0       | Карпати                  | Папа Ґуйє                                                                         | «Металіст», Харків              | 12 000 (гостей: 60)  |                                     |
| 4     | 8 серпня 2009     | Карпати                  | 4:0       | Зоря (Луганськ)          | Худоб'як, Кузнецов, Батіста (2, один — з пен.)                                    | «Україна», Львів                | 7 000 (гостей: 14)   |                                     |
| 5     | 23 серпня 2009    | Арсенал (Київ)           | 0:0       | Карпати                  |                                                                                   | «Колос», Бориспіль              | 3 560 (гостей: 170)  |                                     |
| 6     | 30 серпня 2009    | Карпати                  | 5:0       | Оболонь (Київ)           | Худоб'як (2), Кузнецов, Батіста, Зеньов                                           | «Україна», Львів                | 15 000 (гостей: 33)  |                                     |
| 7     | 19 вересня 2009   | Дніпро (Дніпропетровськ) | 3:0       | Карпати                  | Назаренко (2, один — з пен.), Селезньов                                           | «Дніпро-Арена», Дніпропетровськ | 13 129 (гостей: 60)  |                                     |
| 8     | 27 вересня 2009   | Чорноморець (Одеса)      | 1:1       | Карпати                  | Шандрук — Федецький                                                               | «Спартак», Одеса                | 4 600 (гостей: 130)  | [недоступне посилання з липня 2019] |
| 9     | 4 жовтня 2009     | Карпати                  | 1:0       | Закарпаття (Ужгород)     | Кузнецов                                                                          | «Україна», Львів                | 11 000 (гостей: 44)  |                                     |
| 10    | 18 жовтня 2009    | Шахтар (Донецьк)         | 5:1       | Карпати                  | Фернандінью (2, один — з пен.), Жадсон, Луїс Адріану (2, один — з пен.) — Голодюк | «Донбас Арена», Донецьк         | 40 371 (гостей: 50)  | [недоступне посилання з липня 2019] |
| 11    | 24 жовтня 2009    | Карпати                  | 3:3       | «Металург» (Запоріжжя)   | Кожанов, Ощипко, Федецький — Тейку, Алозі (2)                                     | «Україна», Львів                | 8 000 (гостей: 40)   |                                     |
| 12    | 31 жовтня 2009    | Динамо (Київ)            | 1:1       | Карпати                  | Нінкович — Зеньов                                                                 | «Динамо», Київ                  | 6 500 (гостей: 98)   |                                     |
| 13    | 7 квітня 2010     | Карпати                  | 1:0       | Таврія (Сімферополь)     | Ощипко                                                                            | «Україна», Львів                | 18 000 (гостей: 4)   |                                     |
| 14    | 22 листопада 2009 | Кривбас (Кривий Ріг)     | 1:2       | Карпати                  | Бартулович — Голодюк, Кузнецов                                                    | «Металург», Кривий Ріг          | 2 000 (гостей: 26)   |                                     |
| 15    | 28 листопада 2009 | Карпати                  | 2:2       | Іллічівець (Маріуполь)   | Федецький, Кожанов — Мельник, Пуканич                                             | «Україна», Львів                | 8 000 (гостей: 4)    |                                     |
| 16    | 5 грудня 2009     | Карпати                  | 1:0       | Ворскла (Полтава)        | Федецький                                                                         | «Україна», Львів                | 8 000 (гостей: 7)    |                                     |
| 17    | 13 грудня 2009    | Металург (Донецьк)       | 1:0       | Карпати                  | Чечер                                                                             | «Металург», Донецьк             | 1 000 (гостей: 25)   |                                     |
| 18    | 27 лютого 2010    | Карпати                  | 2:1       | Металіст (Харків)        | Ощипко (з пен.), Голодюк — Джексон Коелью                                         | «Україна», Львів                | 15 000 (гостей: 635) |                                     |
| 19    | 6 березня 2010    | Зоря (Луганськ)          | 0:2       | Карпати                  | Чечер                                                                             | «Авангард», Луганськ            | 9 000 (гостей: 35)   |                                     |
| 20    | 13 березня 2010   | Карпати                  | 3:3       | Арсенал (Київ)           | Батіста, Федецький, Ткачук — Шахов, Шоаве, Шацький                                | «Україна», Львів                | 8 000                | [недоступне посилання з липня 2019] |
| 21    | 20 березня 2010   | Оболонь (Київ)           | 1:3       | Карпати                  | Яворський — Зеньов, Ощипко (з пен.), Кожанов                                      | «Оболонь Арена», Київ           | 4 500 (гостей: 440)  |                                     |
| 22    | 28 березня 2010   | Карпати                  | 1:0       | Дніпро (Дніпропетровськ) | Худоб'як                                                                          | «Україна», Львів                | 27 000 (гостей: 170) |                                     |
| 23    | 2 квітня 2010     | Карпати                  | 1:1       | Чорноморець (Одеса)      | Батіста — Маурісіо Сауседо                                                        | «Україна», Львів                | 12 000 (гостей: 1)   | [недоступне посилання з липня 2019] |
| 24    | 11 квітня 2010    | Закарпаття (Ужгород)     | 1:1       | Карпати                  | Микуляк — Батіста                                                                 | «Авангард», Київ                | 2 000 (гостей: 600)  | [недоступне посилання з липня 2019] |
| 25    | 15 квітня 2010    | Карпати                  | 0:2       | Шахтар (Донецьк)         | Вілліан, Адріану                                                                  | «Україна», Львів                | 27 047 (гостей: 55)  |                                     |
| 26    | 19 квітня 2010    | Металург (Запоріжжя)     | 0:1       | Карпати                  | Ощипко (з пен.)                                                                   | «Славутич-Арена», Запоріжжя     | 5 600 (гостей: 31)   |                                     |
| 27    | 24 квітня 2010    | Карпати                  | 1:0       | Динамо (Київ)            | Батіста                                                                           | «Україна», Львів                | 27 029 (гостей: 700) |                                     |
| 28    | 1 травня 2010     | Таврія (Сімферополь)     | 1:1       | Карпати                  | Фещук — Ткачук                                                                    | «Локомотив», Сімферополь        | 8 100 (гостей: 60)   |                                     |
| 29    | 5 квітня 2010     | Карпати                  | 0:2       | Кривбас (Кривий Ріг)     | Федорчук, Воронков                                                                | «Україна», Львів                | 15 000 (гостей: 9)   |                                     |
| 30    | 9 травня 2010     | Іллічівець (Маріуполь)   | 2:2       | Карпати                  | Кас'ян, Ярошенко — Тубіч, Батіста                                                 | «Іллічівець», Маріуполь         | 4 500 (гостей: 21)   |                                     |

### Підсумкова таблиця
| М  | Команда       | І  | В  | Н  | П  | РМ    | О  |
| -- | ------------- | -- | -- | -- | -- | ----- | -- |
| 1  | «Шахтар»      | 30 | 24 | 5  | 1  | 62−18 | 77 |
| 2  | «Динамо»      | 30 | 22 | 5  | 3  | 61−16 | 71 |
| 3  | «Металіст»    | 30 | 19 | 5  | 6  | 49−23 | 62 |
| 4  | «Дніпро»      | 30 | 15 | 9  | 6  | 48−25 | 54 |
| 5  | «Карпати»     | 30 | 13 | 11 | 6  | 44−35 | 50 |
| 6  | «Таврія»      | 30 | 12 | 9  | 9  | 38−38 | 45 |
| 7  | «Арсенал»     | 30 | 11 | 9  | 10 | 44−41 | 42 |
| 8  | «Металург» Д  | 30 | 11 | 7  | 12 | 41−33 | 40 |
| 9  | «Металург» З  | 30 | 10 | 5  | 15 | 31−48 | 35 |
| 10 | «Ворскла»     | 30 | 6  | 13 | 11 | 29−32 | 31 |
| 11 | «Оболонь»     | 30 | 9  | 4  | 17 | 26−50 | 31 |
| 12 | «Іллічівець»  | 30 | 7  | 8  | 15 | 31−56 | 29 |
| 13 | «Зоря»        | 30 | 7  | 7  | 16 | 23−47 | 28 |
| 14 | «Кривбас»     | 30 | 7  | 4  | 19 | 31−47 | 25 |
| 15 | «Чорноморець» | 30 | 5  | 9  | 16 | 21−44 | 24 |
| 16 | «Закарпаття»  | 30 | 5  | 4  | 21 | 18−44 | 19 |

Позначення:

### Статистика гравців
| №            | Футболіст                         | Дата народження   | Країна             | Ігри     | Голи     |
| Воротарі     | Воротарі                          | Воротарі          | Воротарі           | Воротарі | Воротарі |
| ------------ | --------------------------------- | ----------------- | ------------------ | -------- | -------- |
| 1            | Мартищук Юрій Васильович          | 22 квітня 1986    | Україна            | 1        | 1п       |
| 22           | Тлумак Андрій Богданович          | 7 березня 1979    | Україна            | 29       | 34п      |
| Захисники    |                                   |                   |                    |          |          |
| 27           | Гурський Андрій Петрович          | 30 серпня 1988    | Україна            | 1        | 0        |
| 4            | Мілошевіч Іван                    | 3 листопада 1984  | Сербія             | 26       | 0        |
| 8            | Ощипко Ігор Дмитрович             | 25 жовтня 1985    | Україна            | 24       | 6        |
| 15           | Петрівський Тарас Степанович      | 3 лютого 1984     | Україна            | 14       | 0        |
| 33           | Тарасенко Євген Володимирович     | 3 березня 1983    | Україна            | 13       | 0        |
| 5            | Тубіч Неманья                     | 8 квітня 1984     | Сербія             | 23       | 1        |
| Півзахисники |                                   |                   |                    |          |          |
| 28           | Бідловський Володимир Зіновійович | 31 травня 1988    | Україна            | 2        | 0        |
| 7            | Годвін Самсон                     | 11 листопада 1983 | Нігерія            | 21       | 0        |
| 17           | Голодюк Олег Юрійович             | 2 січня 1988      | Україна            | 21       | 3        |
| 10           | Гурулі Александер                 | 9 листопада 1985  | Грузія             | 25       | 0        |
| 13           | Кашчелан Младен                   | 13 лютого 1983    | Чорногорія         | 3        | 0        |
| 18           | Кополовець Михайло Михайлович     | 29 січня 1984     | Україна            | 19       | 0        |
| 14           | Лазаревскі Владе                  | 9 червня 1983     | Північна Македонія | 2        | 0        |
| 30           | Мартинюк Ярослав Петрович         | 20 лютого 1989    | Україна            | 7        | 0        |
| 25           | Ткачук Андрій Миколайович         | 18 листопада 1987 | Україна            | 28       | 2        |
| 44           | Федецький Артем Андрійович        | 26 квітня 1985    | Україна            | 28       | 7        |
| 16           | Худоб'як Ігор Ярославович         | 20 лютого 1985    | Україна            | 30       | 5        |
| Нападники    |                                   |                   |                    |          |          |
| 80           | Роша Батіста Вільям               | 27 липня 1980     | Бразилія           | 26       | 8        |
| 24           | Габовда Юрій Вікторович           | 6 травня 1989     | Україна            | 3        | 0        |
| 36           | Гудима Володимир Ярославович      | 20 липня 1990     | Україна            | 1        | 0        |
| 11           | Зеньов Сергей                     | 20 квітня 1989    | Естонія            | 25       | 3        |
| 9            | Кожанов Денис Станіславович       | 13 червня 1987    | Україна            | 29       | 4        |
| 79           | Кузнецов Сергій Сергійович        | 31 серпня 1982    | Україна            | 16       | 5        |
| 35           | Фурта Юрій Ярославович            | 31 травня 1988    | Україна            | 1        | 0        |

## Кубок України
| Етап | Дата            | Господар           | Раху- нок | Гість   | Голи                                                       | Стадіон, місто      | Глядачів | Протокол |
| ---- | --------------- | ------------------ | --------- | ------- | ---------------------------------------------------------- | ------------------- | -------- | -------- |
| 1/16 | 15 серпня 2009  | ФК «Харків»        | 1:5       | Карпати | Кикоть — Худоб'як (2), Кузнецов (з пен.), Кожанов, Батіста | «Динамо», Харків    | 400      |          |
| 1/8  | 12 вересня 2009 | Металург (Донецьк) | 2:1       | Карпати | Фабінью, Дімітров — Батіста                                | «Металург», Донецьк | 2 500    |          |

## Топ-50
У лютому інтернет-видання Football.ua провело опитування і надрукувало список найкращих гравців в історії клубу:
1. Лев Броварський
2. Ігор Кульчицький
3. Ростислав Поточняк
4. Геннадій Лихачов
5. Володимир Булгаков
6. Володимир Данилюк
7. Валерій Сиров
8. Петро Данильчук
9. Степан Юрчишин
10. Янош Габовда
11. Іван Герег
12. Віктор Турпак
13. Едуард Козинкевич
14. Богдан Грещак
15. Роман Хижак
16. Роман Покора
17. Юрій Басалик
18. Олександр Чижевський
19. Андрій Баль
20. Остап Савка
21. Анатолій Крощенко
22. Юрій Дубровний
23. Володимир Валіонта
24. Олег Родін
25. Любомир Вовчук
26. Ярослав Думанський
27. Іван Диковець
28. Григорій Батич
29. Юрій Суслопаров
30. Анатолій Саулевич
31. Віктор Рафальчук
32. Богдан Стронціцький
33. Олексій Швойницький
34. Олександр Євтушок
35. Юрій Беньо
36. Ярослав Кікоть
37. Юрій Бондаренко
38. Федір Чорба
39. Василь Леськів
40. Андрій Покладок
41. Євгеній Назаров
42. Віктор Асланян
43. Габор Вайда
44. Іван Гецко
45. Іван Павлюх
46. Микола Іщенко
47. Сергій Мізін
48. Володимир Микитин
49. Анатолій Мущинка
50. Роман Толочко